# Петрогранит (станция)
Пе́трограни́т — промежуточная грузовая железнодорожная станция на 122,5 км Октябрьской железной дороги перегона Гимольская — Руголамби Западно-Карельской магистрали.

## Общие сведения
Станция территориально расположена в Суккозерском сельском поселении Муезерского района Карелии. До 2014 года именовалась разъездом 123 км. Разъезд был сдан в эксплуатацию 1 ноября 1960 года в составе первой очереди Западно-Карельской магистрали.
После полной реконструкции станционных путей разъезд был переименован в станцию Петрогранит по названию предприятия, которое возникло возле разъезда. Тарифной остановки пассажирские поезда на станции не имеют, так что посадочная платформа и прочая инфраструктура на ней отсутствует.
На станции установлен модульный пост ЭЦ для обеспечения автоблокировки на линии.

## Галерея

Станция Петрогранит
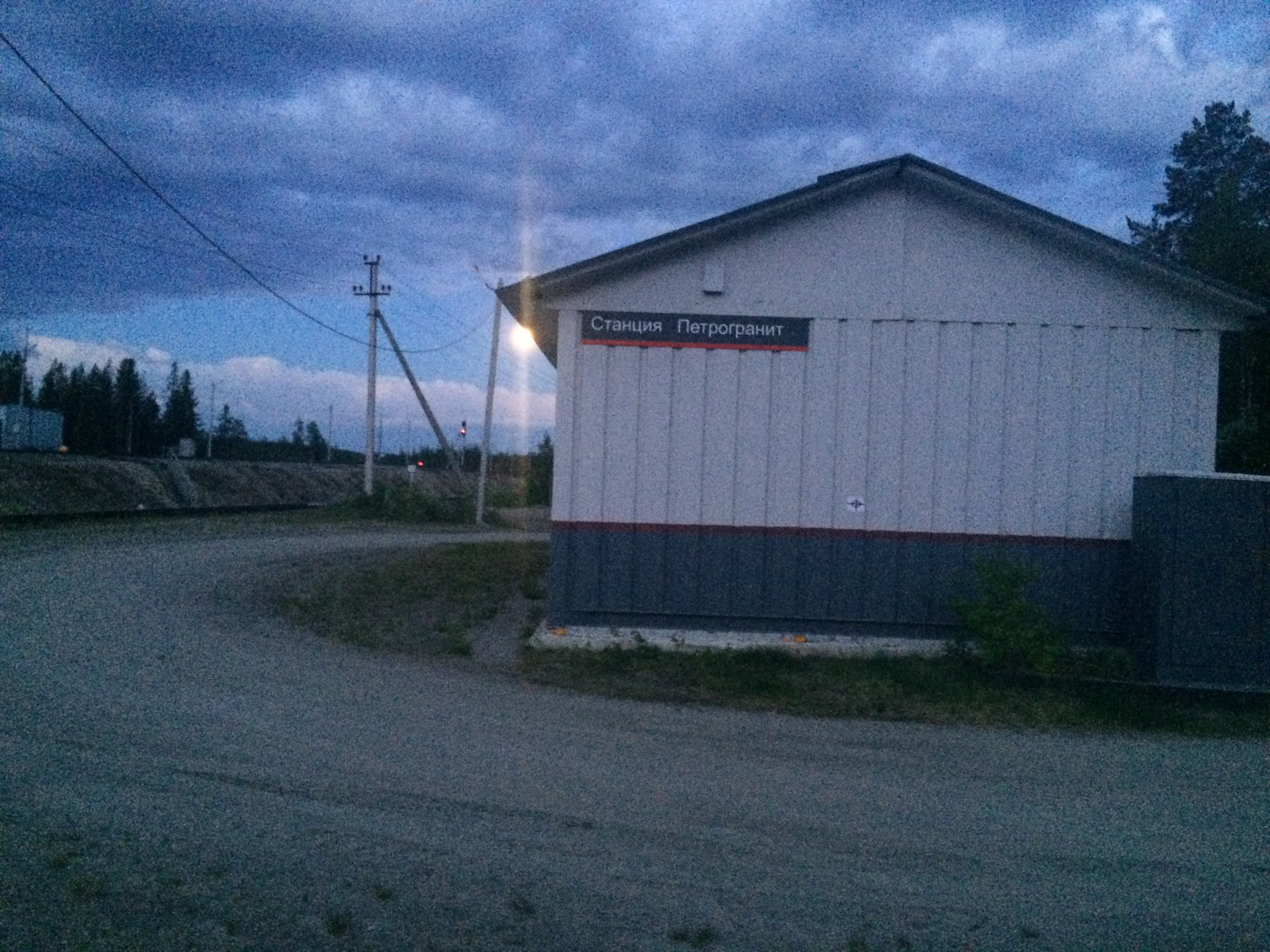
Модуль централизованной автоблокировки.
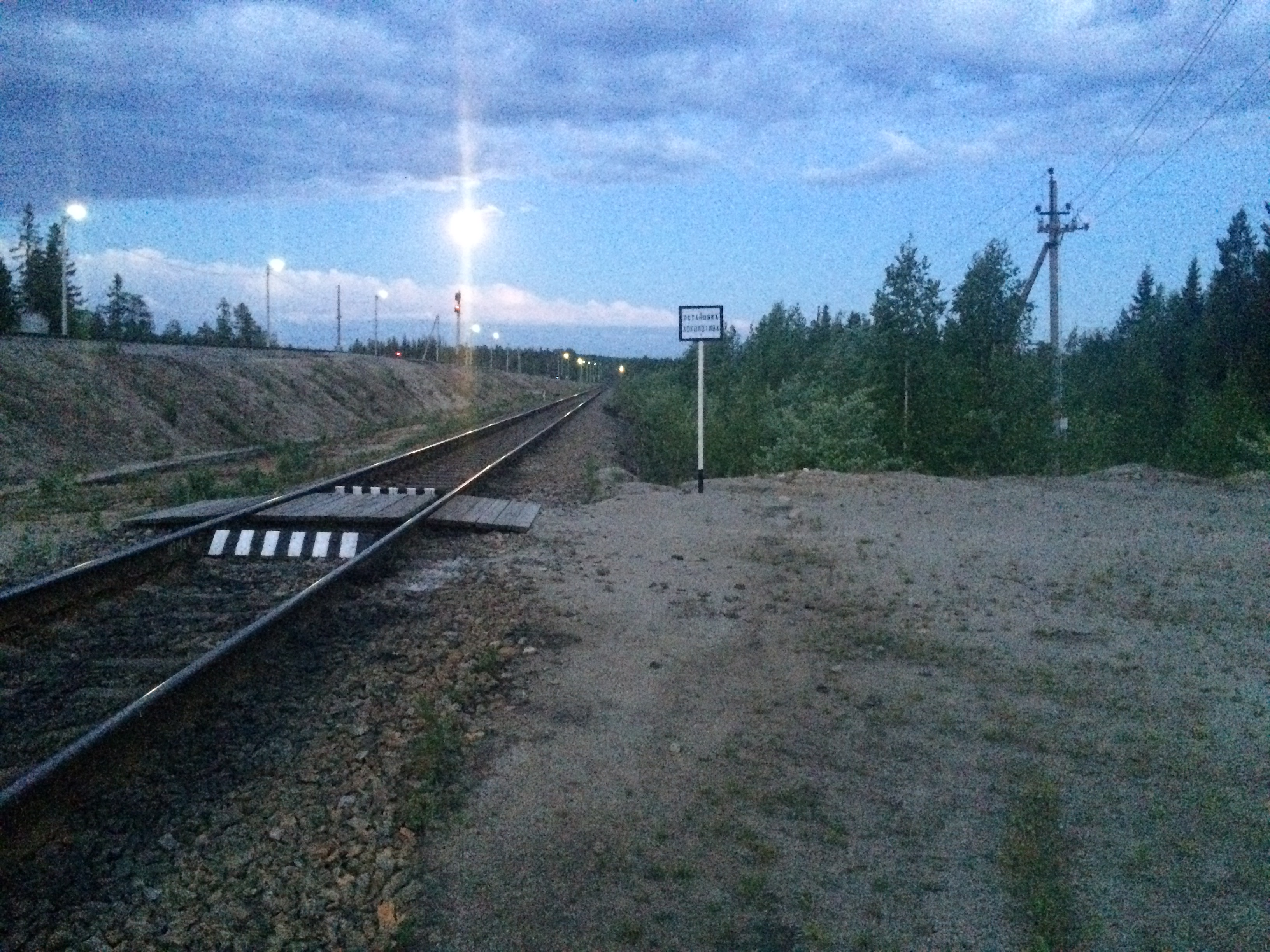
Вид в сторону Гимольской.
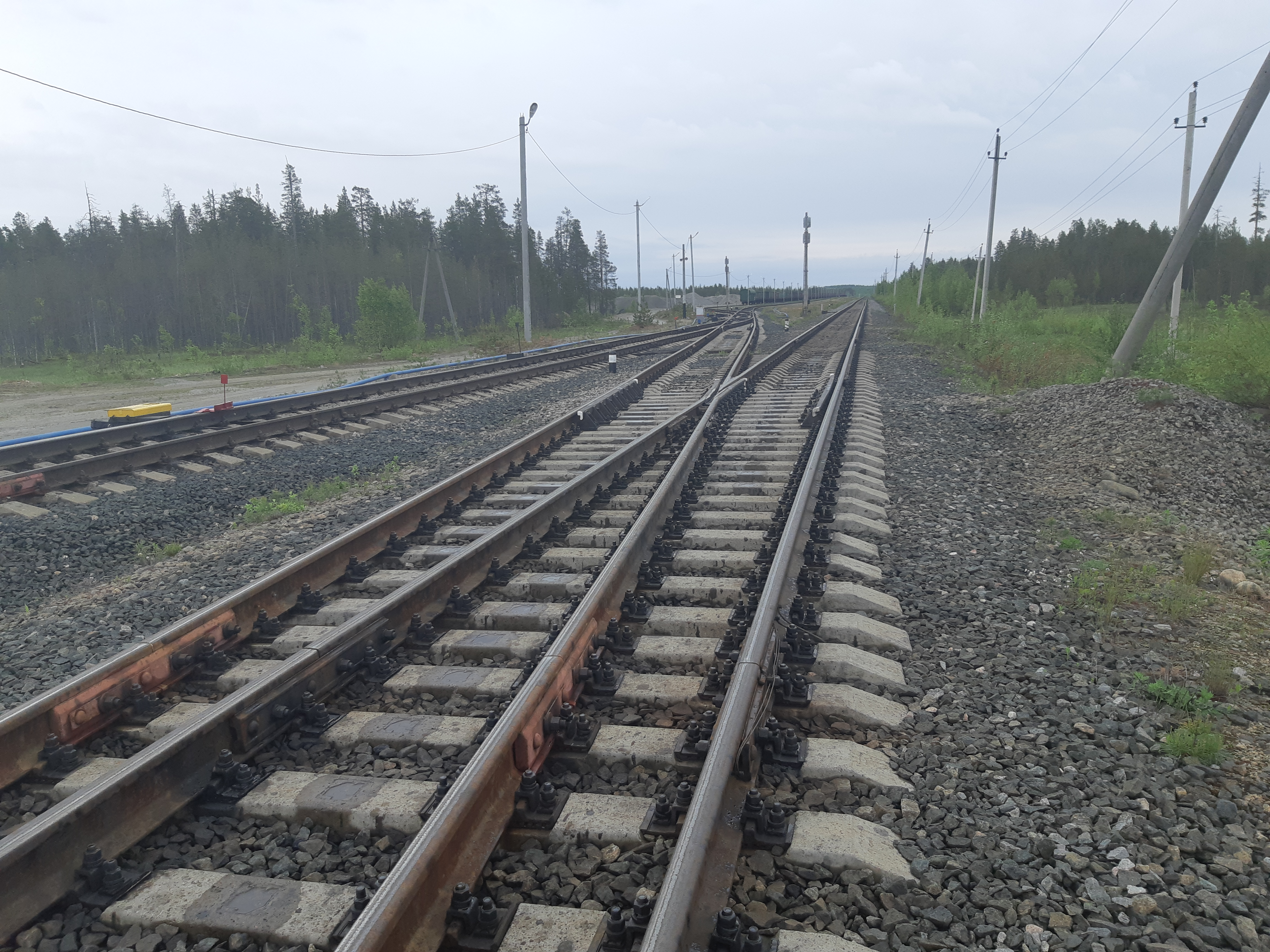
Пути станции.
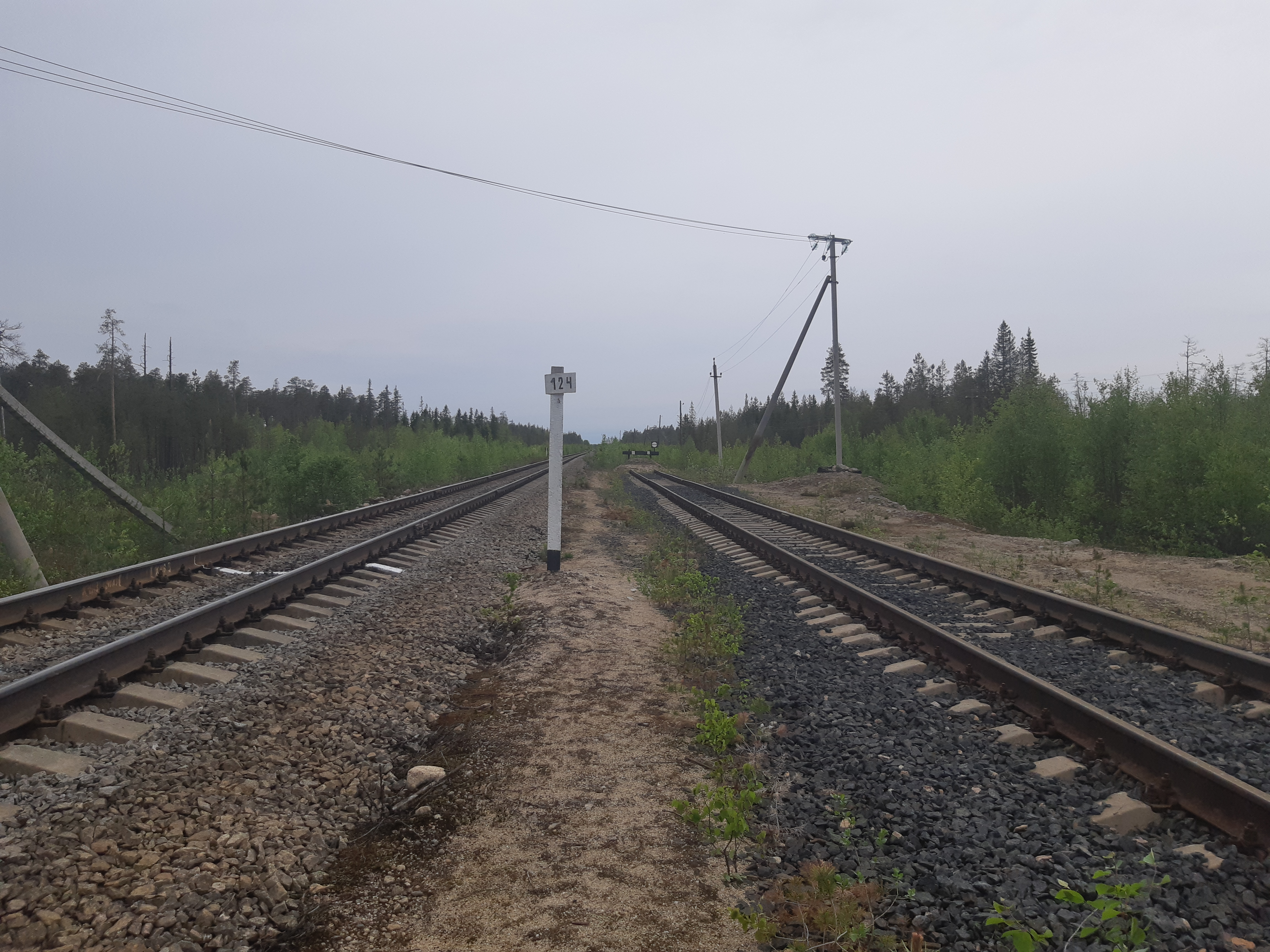
Улавливающий тупик.